# Bejcowanie (obróbka drewna)

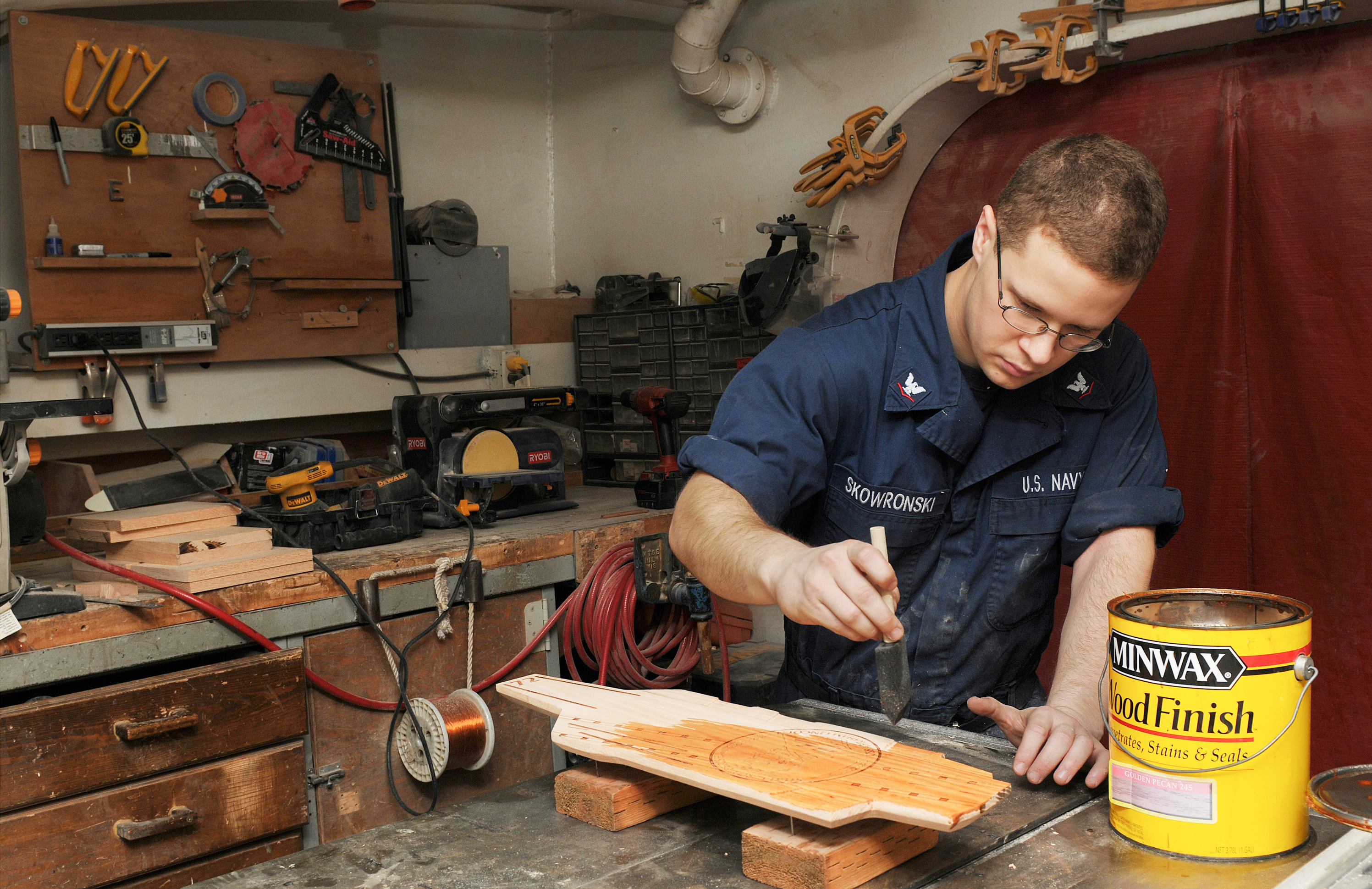
Bejcowanie drewna

Bejca – roztwór lub zawiesina barwnika w rozpuszczalniku, stosowana głównie do barwienia drewna. Bejca wnika powierzchniowo w strukturę drewna i trwale zmienia jego barwę, zachowując widoczność słojów. Pozwala na wyrównanie koloru podłoża oraz maskowanie różnic pomiędzy odcieniami.
Kolor bejcy dobierany jest indywidualnie, a intensywne wybarwienie umożliwia uzyskanie niemal dowolnego koloru na różnych gatunkach drewna.
Bejce stosuje się przede wszystkim do wykończania drewnianych mebli oraz elementów wyposażenia wnętrz. Proces nanoszenia bejcy określa się jako bejcowanie.

## Technika bejcowania
Bejcowanie wykonuje się na powierzchniach suchych, odpylonych i gładkich. Zaleca się aplikację na drewno surowe lub oczyszczone z wcześniejszych powłok. Dopuszczalne jest użycie niektórych podkładów regenerujących. Istnieją również dodatki umożliwiające aplikację bejcy na lakier podkładowy.
Do nanoszenia bejcy używa się miękkiego pędzla przy większych powierzchniach, a przy mniejszych — tamponu z tkaniny, szmatki lub gąbki. Popularna jest również aplikacja natryskiem pneumatycznym. Na powierzchnie drewniane bejcę nanosi się w nadmiarze, a następnie rozprowadza i usuwa jej nadmiar. Bejcowanie przeprowadza się w temperaturze od 5 do 30 °C. Dla uzyskania ciemniejszego koloru możliwe jest nałożenie kolejnych warstw po odczekaniu czasu niezbędnego na odparowanie rozpuszczalnika.
Po wyschnięciu bejcy, powierzchnię zazwyczaj zabezpiecza się lakierem.

## Rodzaje bejc
Bejce dzielą się na:
- wodne – na bazie wody jako rozpuszczalnika,
- rozpuszczalnikowe – na bazie związków organicznych, takich jak aceton, metanol itp.

Jako barwniki stosuje się zarówno pigmenty (np. żelazowe o wysokiej odporności na UV), jak i barwniki rozpuszczalne. Od rodzaju barwnika zależy trwałość koloru na promieniowanie słoneczne.

## Modyfikacje i zastosowania
Rozpuszczalnik powinien być dobrany do techniki aplikacji – do ręcznego bejcowania lepiej sprawdzają się substancje wolniej odparowujące, natomiast do natrysku – szybko odparowujące.
Bejcę można dodawać do lakierów bezbarwnych, uzyskując tzw. lakierobejcę, co upraszcza proces lakierowania. Należy jednak pamiętać o kompatybilności rozpuszczalników.
Bejcę wodną można również zmieszać z roztworem żywicy akrylowej, tworząc kolorowy impregnat do powierzchni tynku lub muru.
Bejca sama w sobie nie zawiera składników ochronnych — nadaje jedynie kolor. Powierzchnię należy zabezpieczyć warstwą lakieru lub innego środka ochronnego.